# Sastanak u bijelom (1969.)
Sastanak u bijelom je hrvatski dramski televizijski film koji je režirao Joakim Marušić Žaki, dok su scenaristi bili Alojz Majetić i Branislav Glumac. Premijerno je prikazan 24. rujna 1969. na Televiziji Zagreb kao druga epizoda u sklopu serije TV-drama »Pod novim krovovima«, koju su osmislili Majetić i Glumac. Serija se sastojala od ukupno četiri epizoda od planiranih šest.

## Radnja
Mlada žena uskoro treba postati majka, no trenutak poroda zatiče je na ulici. U tom trenutku, slučajno se u njenoj blizini nađe TV-tehničar Tom, koji je svojim automobilom vozi do rodilišta. U čekaonici se razvija razgovor između nje i Toma, koji otkriva dublje aspekte njihovih života.

## Glumačka postava
- Stanislava Pešić kao Vesna Šestak
- Ivo Serdar kao Tom, TV tehničar
- Ana Hercigonja kao gazdarica
- Joža Šeb kao Vilkec
- Antun Nalis kao arhitekt Albert Zbilski
- Stevo Krnjaić kao Saša
- Olga Pivac kao bolničarka
- Adam Vedernjak kao doktor

## Vanjske poveznice
- Sastanak u bijelom u internetskoj bazi filmova IMDb-a